# LINE WEBTOON
LINE WEBTOON (ラインウェブトゥーン) は、2005年に韓国のネイバーが立ち上げたウェブトゥーンポータル。
ネイバーは、2000年代後半から2010年代前半の間大きな人気を集めた。このサービスは、NAVER WEBTOON (ネイバーウェブトゥーン) として韓国で初めて発売されたが、ネイバーブランドが海外ではよく知られておらず、一部のサービスも韓国以外では利用できなかったため、2014年7月にLINE WEBTOONとして世界的に開始された。
2016年にネイバーのウェブトゥーンサービスは日本市場でXOYとして、中国市場ではDongman Manhuaとして入ってきた。

## 歴史
LINE WEBTOONは、1990年代後半から2000年代前半にかけて韓国の漫画業界が崩壊するのをみて2005年に「ウェブトゥーン」という名前でキム・ジュング(Kim JunKoo)によって設立された。日本の漫画や韓国のスーパーヒーロー漫画を読んで大きくなったキムは、新しい漫画がほとんど出ないことに気づき、新しい漫画を作る方法を模索していた。キムは、ユーザーたちがウェブページをスクロールするのに慣れていることから、長くてスクロールするような漫画がワールドワイドウェブでうまくいくと考えた。キムは当初、このような独特なレイアウトのため自分のサービスでウェブトーンを制作してくれるアーティストを見つけることが難しかったが、現地の漫画業界が厳しい状態だったため漫画家たちも何か変わったことを願っていることが分かっていた。
LINE WEBTOONのコンテンツは制作者が全面的に所有しているが、検索エンジン/ ウェブポータルであるネイバー企業は、オンライン広告から知的財産権の販売やその他のメディアでのキャラクターの紹介などさまざまな収益モデルを通じてウェブサイトから利益を得ている。
2024年6月27日にナスダック・グローバル・セレクト・マーケットでティッカーシンボルに上場した。2025年04月11日時点でNAVER　61.72%　SoftBank　24.14%　保有している。

## グローバル展開
2014年7月2日、LINE WEBTOONのウェブサイトとモバイルアプリは世界中で発売された。早速、海外のアーティストは彼らの作品をサービスにアップロードできるようになった。ネイバー企業は42種類のウェブトーン（ノブレス(노블레스, Noblesse)、神之塔(신의 탑, Tower of God)、高校の神(갓 오브 하이스쿨, The God of High School)を含む）選定し、アメリカのアーティストに新しいウェブトーンを1つ選んでもらい、英語でのサービスを開始する予定。148個のアプリによれば、このサービスは、発売時に毎日7〜10種類のウェブトゥーンが更新され、さまざまなジャンルに広がっているため、「豊富なコンテンツ」を提供している。

## パートナーシップ
2015年に、ネイバーはアメリカのベテラン漫画家スタン・リー(Stan Lee)、イメージ・コミック(Image Comics)の共同設立者マーク・シルベストリ(Marc Silvestri)、メイクアップ(make-up)アーティストミシェル・ファン(Michelle Phan)と協力してサービスを促進した。シルベストリ(Silvestri)は長期間制作の漫画シリーズ「サイバーフォース(Cyber Force )」をプラットフォームに持ち込んだ。ディーン・ハスペリエル(Dean Haspiel－ニューブルックリン)、ケーティ・クック(Katie Cook－Nothing Special)、セス・クシュネル&シャムス・ベイル(Seth Kushner& Shamus Beyale－The Brooklynite)、およびトレーシー・ジェイ・バトラー（Tracy J. Butler－Lackadaisy)を含め、アメリカのコミック・ブックアーティストや漫画家がネイバーと提携している。
2016年9月に、ラインウェブトゥーンはウェブサイトの「ディスカバー(Discover)」に「Patreonボタン」を組み込んだPatreonクラウドファンディングサービスと提携した。この機能は読者が楽しんでいるウェブトーンをサポートするための簡単なチャンネルを作成してくれる。ネイバーは、Patreonのページで特定の活動や人気の基準に達したウェブトゥーンクリエイターのために、毎月360万米ドルと1,000米ドルを投資した。1か月後、ネイバーはクリエイティヴ・アーティスツ・エージェンシー(CAA - Creative Artists Agency)とアメリカで映画やテレビに参加した。
LINE WEBTOONは、「Artist Alley Tour」の形で、2016年後半にdeviantARTと提携した。同社は、ボストン・コミック・コン(Boston Comic Con)、ボルティモア・コミック・コン(Baltimore Comic Con)、ローズ・シティ・コミック・コン(Rose City Comic Con)、ニューヨーク・コミック・コン(New York Comic Con)の4つのコミック・コン(Comic Cons)で活躍した。ここでLINE WEBTOONとdeviantARTはディスカッションパネル「Artist Alley Sponsorships」、ライブドローイベント、インフルエンサーとクリエイターのデモンストレーションエリアおよびオンサイトコンテストを開催した。